# Pierre Laurel
Pierre François Léon Boyau dit Pierre Laurel, né le 12 février 1881 à Lit-et-Mixe (Landes) et mort le 27 septembre 1936 à Paris 10e, est un acteur de théâtre et de cinéma français.

## Biographie

### Carrière
Admis au conservatoire de Bordeaux en 1897, Pierre Laurel obtient un deuxième prix en 1898 et un premier prix à l'unanimité en 1899. Venu à Paris à la fin de ses études, il est engagé dans plusieurs grands théâtres (Athénée, Odéon, Vaudeville, Alhambra) tout en entreprenant de nombreuses tournées en province et à l'étranger (Suisse, Belgique, Algérie) notamment avec les Tournées Charles Baret. Il fera également partie de la troupe du théâtre des Variétés de Toulouse (saisons 1901-1902 et 1902-1903), de celle des théâtres municipaux de Nantes (saisons 1903-1904 et 1904-1905) et de celle de l'Alhambra de Bordeaux pendant les années de guerre.
Venu assez tard sur les plateaux de cinéma, il n'aura le temps de tourner que dans quatre films avant sa mort. Il débute cette nouvelle carrière dans un film de Julien Duvivier, dont c'est également le premier film.
Il meurt à l'hôpital Lariboisière à l'âge de 55 ans.

### Famille
Pierre Laurel était le cousin de l'international de rugby et pilote de chasse Maurice Boyau (1888-1918), officier de la Légion d'Honneur, disparu après un combat aérien. Pierre Laurel était divorcé et remarié depuis novembre 1933.

## Théâtre
- 1899 : Nos Pères au 9 Thermidor, drame à spectacle de Paul Lenglé, au théâtre de l'Athénée (20 juillet) : Brunet
- 1900 : A perpète !, drame en 5 actes et 7 tableaux de Pierre Decourcelle, Edmond Lepelletier et Léon Xanrof, au théâtre Montparnasse (janvier) : Brulart
- 1900 : La Mendiante de Saint-Sulpice, drame en 5 actes et 6 tableaux de Xavier de Montépin et Jules Dornay, au théâtre Montparnasse (février) : Gaston Depréty
- 1900 : La Blessure, pièce en 4 actes d'Henry Kistemaeckers, au théâtre de l'Athénée (11 décembre) : Baptiste
- 1902 : Ruy Blas, pièce en 5 actes de Victor Hugo, au théâtre des Variétés de Toulouse (27 septembre) : Ruy Blas
- 1902 : Le Baiser, comédie de Théodore de Banville, au théâtre des Variétés de Toulouse (9 octobre)
- 1902 : Les Romanesques, comédie en 3 actes en vers d'Edmond Rostand, au théâtre des Variétés de Toulouse (16 octobre) : Percinet
- 1902 : Hamlet, tragédie en 5 actes de Shakespeare, au théâtre des Variétés de Toulouse (30 octobre) : Hamlet
- 1902 : La Tosca, drame en 5 actes et 6 tableaux de Victorien Sardou, au théâtre des Variétés de Toulouse (18 novembre) : Mario
- 1903 : La Nuit d'octobre, poème dialogué d'Alfred de Musset, au Théâtre-Français de Toulouse (24 janvier) : le poète
- 1903 : Les Aventures (merveilleuses mais authentiques) du capitaine Corcoran, drame en 4 actes et 20 tableaux de Paul Gavault, Georges Berr et Adrien Vély, au théâtre des Variétés de Toulouse (29 janvier)
- 1903 : Robinson Crusoé, pièce à grand spectacle en 4 actes et 14 tableaux de Pierre Decourcelle et Ernest Blum, au théâtre des Variétés de Toulouse (11 avril) : Robinson Crusoë
- 1903 : Le Billet de logement, vaudeville militaire en 3 actes d'Antony Mars et Henri Kéroul, au théâtre des Variétés de Toulouse (24 mai)
- 1903 : Cyrano de Bergerac, pièce en 5 actes en vers d'Edmond Rostand, au théâtre des Variétés de Toulouse (12 juin)[10]
- 1904 : Les Rantzau, comédie en 4 actes d'Erckmann-Chatrian d'après leur roman, au théâtre de Nantes (novembre)
- 1905 : L'Ange du foyer, pièce en 3 actes de Robert de Flers et Gaston de Caillavet, au théâtre des Nouveautés (19 mars) : Pierre
- 1905 : Le Duel, pièce en 3 actes d'Henri Lavedan, au Casino municipal de Biarritz (septembre) : le docteur Morey
- 1908 : Le Friquet, pièce en 4 actes de Willy d'après le roman de Gyp, à l'Alcazar de Bruxelles (mars)
- 1908 : La Conquête des fleurs, comédie-vaudeville en 3 actes de Gustave Grillet, au théâtre de l'Athénée (10 mai) : Hector de Beauvisage
- 1909 : La Souris, comédie en 3 actes d'Édouard Pailleron, au théâtre de Dunkerque (août) : Max de Simiers
- 1911 : Anna Karénine, pièce en 5 actes d'Edmond Guiraud d'après le roman de Tolstoi, au théâtre National Ambulant Gémier, esplanade des Invalides (8 juillet) : Wromsky
- 1911 : La Vie publique, pièce en 4 actes d'Émile Fabre, au théâtre National Ambulant Gémier, esplanade des Invalides (11 juillet) : le marquis de Riols
- 1911 : Les Gaîtés de l'escadron, pièce en 3 actes et 9 tableaux de Georges Courteline et Édouard Norès, au théâtre National Ambulant Gémier, à Lille (31 juillet) : le capitaine Hurluret
- 1911 : L'Éternel Mari, pièce d'Alfred Savoir et Fernand Nozière, d'après le roman de Dostoïevsky, au théâtre Antoine (10 décembre)
- 1912 : Primerose, comédie en 3 actes de Robert de Flers et Gaston de Caillavet, au théâtre de Limoges (mai) : Pierre de Lancrey
- 1912 : Manette Salomon, pièce en 9 tableaux précédé d'un prologue d'Edmond de Goncourt, au théâtre du Parc à Bruxelles (septembre) : Coriolis
- 1913 : Le Cœur dispose, comédie en 3 actes de Francis de Croisset, au théâtre de Plainpalais à Genève (janvier)
- 1916 : Galthier l'Oyseau, pièce en 3 actes en vers de Louis Geandreau et Léon Guillot de Saix, au théâtre de l'Alhambra de Bordeaux (mai) : La Montagne
- 1917 : L'Homme et la vieille, pièce en 1 acte en vers de Gabriel Ducos, à l'Alhambra de Bordeaux (février)
- 1917 : L'Arlésienne, pièce en 3 actes et 5 tableaux d'Alphonse Daudet, musique de Georges Bizet, au Casino du Mail à La Rochelle (14 juillet)
- 1918 : La Rabouilleuse, pièce en 4 actes d'Émile Fabre, d'après le roman d'Honoré de Balzac, au Trianon de Bordeaux (mai)
- 1920 : La Race, pièce en 3 actes de Louis Baldy, au théâtre des Variétés de Toulouse (19 septembre) : Robert Holzer
- 1920 : Le Voleur, pièce en 3 actes d'Henri Bernstein, au théâtre de l'Alhambra (octobre)
- 1920 : Le Chemineau, drame en 5 actes de Jean Richepin, au théâtre de l'Alhambra (novembre)
- 1920 : Les Deux gosses, drame en 5 actes de Pierre Decourcelle, au théâtre de l'Alhambra (décembre) : d'Alboize
- 1920 : La Robe rouge, pièce en 4 actes d'Eugène Brieux, au théâtre de l'Alhambra d'Alger (7 décembre) : Etchepare
- 1921 : Le Costaud des Épinettes, comédie en 3 actes de Tristan Bernard et Alfred Athis, au théâtre de l'Alhambra d'Alger (14 février)
- 1921 : La Griffe, pièce en 4 actes d'Henri Bernstein, au théâtre de l'Alhambra (13 février)
- 1924 : Les Ailes brisées, pièce en 3 actes de Pierre Wolff, au théâtre Municipal de Caen (23 mars) : Fabrège
- 1926 : Le Billet de logement, vaudeville militaire en 3 actes d'Antony Mars et Henri Kéroul, au Kursaal d'Alger (30 septembre)
- 1926 : L'Entôleuse, pièce policière en 5 actes et 6 tableaux de Pierre Siron et Alexandre Cossin, au Kursaal d'Alger (21 octobre)
- 1927 : La Présidente, comédie en 3 actes de Maurice Hennequin et Pierre Veber, au Casino du Jardin-d'Essai d'Alger (8 juin)
- 1928 : Napoléonette, comédie en 5 actes et 1 prologue d'André de Lorde et Jean Marsèle, au théâtre Municipal du Mans (11 novembre) : Boutard
- 1930 : Primerose, comédie en 3 actes de Robert de Flers et Gaston de Caillavet, au théâtre de Saint-Lô (19 décembre) : Pierre de Lancrey
- 1932 : Denise, pièce en 4 actes d'Alexandre Dumas (fils), au Casino de Relizane (8 janvier)

## Filmographie
- 1919 : Haceldama ou le Prix du sang de Julien Duvivier : Pierre Didier
- 1932 : Le Crime du chemin rouge de Jacques Séverac : Chantenay
- 1934 : Maria Chapdelaine de Julien Duvivier : Éphraïm Surprenant
- 1934 : Le Paquebot Tenacity de Julien Duvivier : le docker Hidoux[11]